# Union du centre démocratique (Espagne)
Pour les articles homonymes, voir Union du centre démocratique.
L’Union du centre démocratique (en espagnol : Unión de Centro Democrático, UCD) est un parti politique espagnol du centre. Il a joué un rôle majeur dans la transition démocratique.

## Historique

### Fondation
La coalition de l'UCD est officiellement constituée le 3 mai 1977, en rassemblant autour du président du gouvernement Adolfo Suárez une quinzaine de partis chrétiens-démocrates, sociaux-démocrates, libéraux et régionalistes. 
Ayant remporté la majorité relative aux élections constituantes du 15 juin suivant, elle se transforme en parti politique le 4 août. 
Le Ier congrès national est organisé en octobre 1978.
| Idéologie                 | Parti | Parti                                             | Parti | Dirigeants                                           |
| ------------------------- | ----- | ------------------------------------------------- | ----- | ---------------------------------------------------- |
| Démocrates-chrétiens      |       | Parti démocrate-chrétien                          | PDC   | Fernando Álvarez de Miranda Íñigo Cavero             |
| Sociaux-démocrates        |       | Fédération sociale-démocrate (es)                 | FSD   | José Ramón Lasuén Sancho                             |
| Sociaux-démocrates        |       | Parti social-démocrate (es)                       | PSD   | Francisco Fernández Ordóñez Rafael Arias-Salgado     |
| Sociaux-démocrates        |       | Parti social-démocrate indépendant (es)           | PSI   | Gonzalo Casado                                       |
| Sociaux-démocrates        |       | Union sociale-démocrate espagnole (es)            | USDE  | Eurico de la Peña                                    |
| Sociaux-démocrates        |       | Fédération sociale indépendante                   | FSI   | Jesús Sancho Rof                                     |
| Post-franquisme démocrate |       | Parti populaire                                   | PP    | Pío Cabanillas Emilio Attard José Pedro Pérez-Llorca |
| Libéraux                  |       | Fédération des partis libéraux et démocrates (es) | FPLD  | Joaquín Garrigues Walker Antonio Fontán              |
| Libéraux                  |       | Parti démocrate populaire (es)                    | PDP   | Ignacio Camuñas                                      |
| Libéraux                  |       | Parti libéral                                     | PL    | Enrique Larroque                                     |
| Libéraux                  |       | Parti progressiste libéral (es)                   | PPL   | Juan García Madariaga                                |
| Régionalisme              |       | Action régionale d'Estrémadure (es)               | AREX  | Enrique Sánchez de León                              |
| Régionalisme              |       | Parti galicien indépendant (es)                   | PGI   | José Luis Meilán                                     |
| Régionalisme              |       | Parti social-libéral andalou (es)                 | PSLA  | Manuel Clavero                                       |
| Régionalisme              |       | Union canarienne (es)                             | UC    | Lorenzo Olarte                                       |
| Régionalisme              |       | Union démocratique murcienne (es)                 | UDM   | Antonio Pérez Crespo                                 |

### Tensions internes
L'UCD a gouverné l'Espagne sans disposer de majorité parlementaire, et a donc bénéficié de la coopération des partis tant de gauche (socialistes et communistes) que de droite (Alliance populaire). Durant sa période au pouvoir (1977-1982), le parti a été maintes fois tiraillé par des oppositions internes. Une partie de ses membres a alors rejoint le Parti socialiste ouvrier espagnol (PSOE).

### Dissolution
Après son échec aux élections législatives anticipées du 28 octobre 1982, le parti constitue une direction provisoire chargée d'apurer les dettes et prononcer sa dissolution. Ses derniers membres se répartissent alors entre l'Alliance populaire (AP), le Parti socialiste ouvrier espagnol (PSOE) et le Centre démocratique et social (CDS).

## Dirigeants

### Présidents
| Nom                                   | Dates                              | Remarques |
| ------------------------------------- | ---------------------------------- | --- |
| Adolfo Suárez (1932-2014)             | 21 octobre 1978 – 8 février 1981   | Président du gouvernement (1977-81) Président du CDS (1982-91)                                                                        |
| Agustín Rodríguez Sahagún (1932-1991) | 8 février – 22 novembre 1981       | Ministre de l'Industrie (1978-79) Ministre de la Défense (1979-81) Porte-parole du CDS au Congrès (1986-89) Maire de Madrid (1989-91) |
| Leopoldo Calvo-Sotelo (1926-2008)     | 22 novembre 1981 – 13 juillet 1982 | Ministre des Affaires européennes (1978-80) Second vice-président du gouvernement (1980-81) Président du gouvernement (1981-82)       |
| Landelino Lavilla (1934-2020)         | 13 juillet 1982 – 18 février 1983  | Ministre de la Justice (1976-79) Président du Congrès des députés (1979-82)                                                           |

### Secrétaires généraux
| Nom                          | Dates                               | Remarques |
| ---------------------------- | ----------------------------------- | --- |
| Rafael Arias-Salgado (1942-) | 21 octobre 1978 – 11 mai 1980       | Ministre adjoint au président du gouvernement (1979-80) Ministre de la Présidence (1980-81) Ministre de l'Administration territoriale (1981-82) Ministre de l'Équipement (1996-2000) |
| Rafael Calvo Ortega (1933-)  | 11 mai 1980 – 30 novembre 1981      | Porte-parole de l'UCD au Sénat (1977-78) Ministre du Travail (1978-80) Président du CDS (1991-98)                                                                                    |
| Íñigo Cavero (1929-2002)     | 30 novembre 1981 – 12 décembre 1982 | Ministre de l'Éducation (1977-79) Ministre de la Justice (1979-80) Ministre de la Culture (1980-1981) Président du Conseil d'État (1996-2002)                                        |
| Juan Antonio Ortega (1939-)  | 12 décembre 1982 – 18 février 1983  | Ministre adjoint au président du gouvernement (1980) Ministre de l'Éducation (1980-81)                                                                                               |

## Résultats électoraux

### Élections générales
| Année | Congrès des députés | Congrès des députés | Congrès des députés | Congrès des députés | Sénat     | Gouvernement               |
| Année | %                   | Députés             | Tête de liste       | Rang                | Sénat     | Gouvernement               |
| ----- | ------------------- | ------------------- | ------------------- | ------------------- | --------- | -------------------------- |
| 1977  | 34,44               | 165 / 350           | Adolfo Suárez       | 1er                 | 106 / 207 | Suárez II                  |
| 1979  | 34,84               | 168 / 350           | Adolfo Suárez       | 1er                 | 118 / 208 | Suárez III et Calvo-Sotelo |
| 1982  | 6,77                | 11 / 350            | Landelino Lavilla   | 3e                  | 4 / 208   | Opposition                 |

### Élections régionales
| Année | AN          | AR | AS | CN | CB | CM | CL | CT            | EX | GA           | IB | RI | MD | MU | NC | PV         | VC |
| ----- | ----------- | -- | -- | -- | -- | -- | -- | ------------- | -- | ------------ | -- | -- | -- | -- | -- | ---------- | -- |
| 1980  |             |    |    |    |    |    |    | 13,5 % 18/135 |    |              |    |    |    |    |    | 8,5 % 6/75 |    |
| 1981  |             |    |    |    |    |    |    |               |    | 27,8 % 24/71 |    |    |    |    |    |            |    |
| 1982  | 13 % 15/109 |    |    |    |    |    |    |               |    |              |    |    |    |    |    |            |    |

### Élections municipales
| Année | %     | Conseillers   | Capitales prov. | Rang |
| ----- | ----- | ------------- | --------------- | ---- |
| 1979  | 30,64 | 28960 / 67505 | 20 / 50         | 1er  |